# Mahendravadi
Mahendravadi ist ein ca. 2.500 Einwohner zählendes Dorf im südindischen Bundesstaat Tamil Nadu. Etwas außerhalb des Dorfes steht ein monolithischer Felstempel aus der Pallava-Zeit.

## Lage
Mahendravadi liegt in einer Höhe von gut 110 m ca. 25 km (Fahrtstrecke) südwestlich von Arakkonam bzw. knapp 60 km nordöstlich von Vellore. Das Klima ist tropisch warm; Regen (ca. 1200–1500 mm/Jahr) fällt hauptsächlich in den Monsunmonaten Juni bis Dezember.

## Bevölkerung
Die Einwohner des Ortes sind ganz überwiegend Hindus; andere Glaubensgemeinschaften spielen unter der Landbevölkerung Südindiens kaum eine Rolle. Der weibliche Bevölkerungsanteil ist um ca. 2 % höher als der männliche.

## Wirtschaft
Im Umland des Dorfes wird überwiegend Feldwirtschaft und auch etwas Viehzucht (Hühner) betrieben; im Ort selbst gibt es Kleinhändler, Handwerker und  Tagelöhner.

## Geschichte
Mit Unterbrechungen vor allem durch die Chola herrschten in der Region seit dem Frühmittelalter die Dynastien der Pandyas (Hauptstadt Madurai) und der Pallavas (Hauptstadt Kanchipuram), die jedoch die tatsächliche Macht oft an regionale Vasallen delegierten. Im 14. Jahrhundert okkupierten muslimische Herrscher kurzzeitig die Macht, die dann auf das hinduistische Vijayanagar-Reich überging, das seinerseits den Nawabs von Karnatik (ca. 1690–1801) Platz machen musste. Zwischenzeitlich stritten sich jedoch Briten und Franzosen in den Karnatischen Kriegen (1744–1763) um die Vorherrschaft in der Region.

## Sehenswürdigkeiten

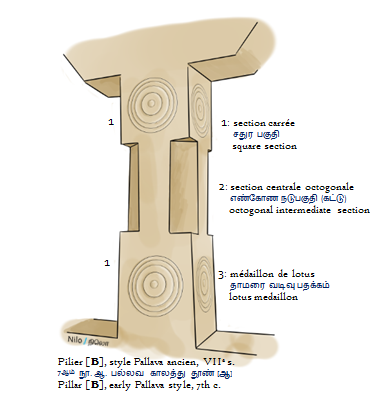
Pfeiler am Mahendravadi Pallava-Tempel

- Wichtigste Sehenswürdigkeit des Ortes ist der mit Sicherheit noch der Pallava-Zeit (um 600/650) zuzurechnende und dem Gott Vishnu geweihte monolithische Felstempel. Die beiden Mittelstützen des zu einem querrechteckigen Vorraum führenden Eingangs sind unten und oben blockhaft und mit Rosettenreliefs verziert, wohingegen das Mittelstück oktogonal behauen ist, aber ansonsten keine Zierelemente trägt. Links und rechts des Eingangs zur quadratischen Cella (garbhagriha) befinden sich zwei nahezu lebensgroße Wächterfiguren (dvarapalas). Eine Inschrift bezeichnet den Tempel als Mahendra Vishnu Graha.
- Oberhalb des ca. 1,5 km westlich gelegenen und bereits im Mittelalter von Menschenhand geschaffenen Sees befindet sich ein neuerer, der Muttergöttin Mariyamman geweihter Tempel (Madhagu Kattha Amman Temple).